# God Save the Manics
God Save the Manics é um EP da banda galesa de rock Manic Street Preachers, lançado em 2005. O registro, lançado fisicamente com três mil cópias limitadas, também foi divulgado para download na internet. O repertório contém canções que não estiveram no álbum Lifeblood (2004), com as influências musicais do registro.

## Faixas
1. "A Secret Society"
2. "Firefight"
3. "Picturesque"

## Ficha técnica
- James Dean Bradfield – vocais, guitarras e piano
- Sean Moore – bateria, percussão
- Nicky Wire – baixo, vocais